# August Friedrich Sack

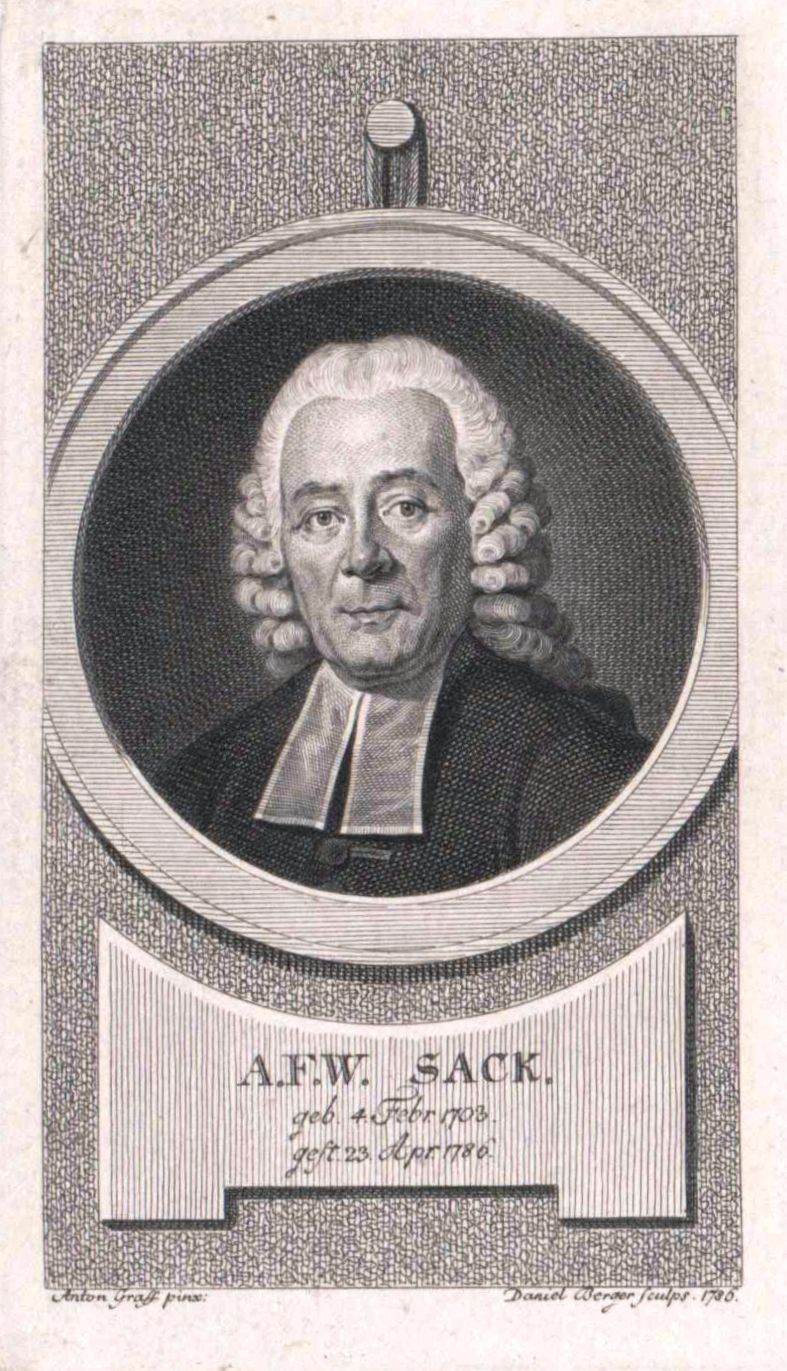
August Friedrich Sack, kopparstick av Daniel Berger efter en målning av Anton Graff.

August Friedrich Wilhelm Sack, född den 4 februari 1703 i Harzgerode, död den 22 april 1786 i Berlin, var en tysk teolog. Han var far till Friedrich Samuel Gottfried Sack.
Sack, som var hovpredikant i Berlin från 1740, var en av den tyskspråkiga reformerta kyrkans mest betydande skriftställare och predikanter på sin tid. Teologiskt stod han under inflytande av den Leibniz-Wolffska upplysningsfilosofin, homiletiskt var han påverkad av engelsmannen Tillotson.